# شهرستان خب
ناحیهٔ خب (به چکی: Okres Cheb) یک ناحیه در جمهوری چک است که در منطقه کارلووی واری واقع شده‌است. ناحیهٔ خب ۱٬۰۴۵٫۹۴ کیلومتر مربع مساحت و ۹۳٬۱۱۲ نفر جمعیت دارد.